# Оругеро танімбарський
Оруге́ро танімбарський (Lalage moesta) — вид горобцеподібних птахів родини личинкоїдових (Campephagidae). Ендемік Індонезії. Танімбарський оругеро раніше вважався підвидом папуанського оругеро.

## Опис
Довжина птаха становить 18 см.
Верхня частина тіла переважно чорна, нижня частина тіла біла. 
На лобі над очима біла смуга, надхвістя біле, на крилах білі смуги. Дзьоб чорний, прямий і гострий.

## Поширення і екологія
Танімбарські оругеро є ендеміками Танімбарських островів. Вони живуть в тропічних лісах, чагарникових і мангрових заростях та в садах.